# Sistema de gestió de magatzem

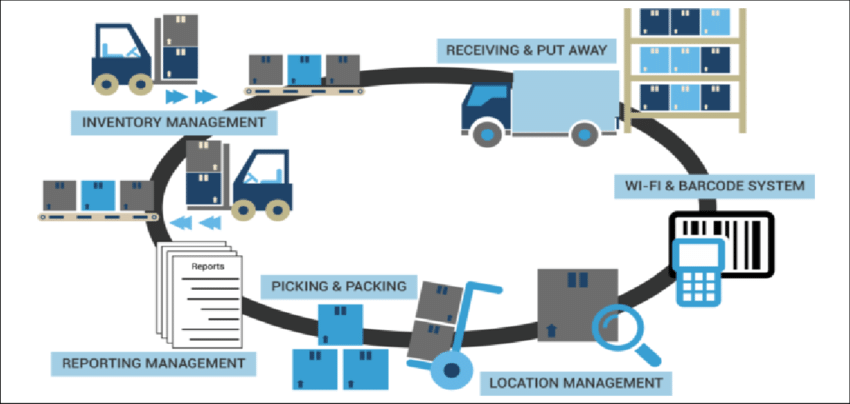
Algunes característiques comunes d'un WMS avançat

Un sistema de gestió de magatzem (WMS) és un conjunt de polítiques i processos destinats a organitzar el treball d'un magatzem o centre de distribució i garantir que aquesta instal·lació pugui funcionar de manera eficient i complir els seus objectius.
Al segle xx, el terme "sistema d'informació de gestió de magatzems" s'utilitzava sovint per distingir el programari que compleix aquesta funció dels sistemes teòrics. Algunes instal·lacions més petites poden utilitzar fulls de càlcul o suports físics com el llapis i el paper per documentar els seus processos i activitats, i això també es pot considerar un WMS. Tanmateix, en l'ús contemporani, el terme es refereix de manera aclaparadora a sistemes informàtics.
La funció bàsica d'un sistema de gestió de magatzems és registrar l'arribada i la sortida de l'inventari. A partir d'aquest punt de partida, s'afegeixen funcions com registrar la ubicació precisa de l'estoc dins del magatzem, optimitzar l'ús de l'espai disponible o coordinar les tasques per obtenir la màxima eficiència.
Hi ha 5 factors que fan que val la pena establir o renovar el WMS d'una empresa. Una implementació exitosa del nou WMS comportarà molts beneficis, que en conseqüència ajudaran a l'empresa a créixer i a guanyar clients fidels. El número u, ajudant no només als proveïdors de serveis logístics, sinó també als seus clients a planificar els recursos i l'inventari en conseqüència, és la gestió d'inventaris en temps real. A més, quan una empresa examina/escaneja un producte per a cada moviment a la instal·lació, la ubicació dels productes, el control d'inventaris i altres activitats són clares i la possibilitat de manipular malament els inventaris disminueix molt. El tercer factor que emfatitza la importància dels sistemes WMS és el lliurament de productes més ràpid, que és molt valorat en el món actual amb un ritme ràpid i un entorn altament competitiu. Els avantatges dels sistemes WMS avançats no només es veuen quan una empresa necessita enviar productes als seus clients/socis, sinó també quan s'ocupa de les devolucions. Gestionar i tenir cura de les devolucions dels clients esdevé molt més fàcil i eficaç si l'empresa és capaç de controlar i fer un seguiment de l'inventari retornat. Finalment, una implementació reeixida de WMS ajudarà a l'empresa a realitzar totes les seves operacions sense problemes i, per tant, millorarà la satisfacció general del client.

## Nivells de complexitat
Els sistemes de gestió de magatzems més complexos solen incloure funcions especialitzades dissenyades per a indústries o tipus d'instal·lacions específics, mentre que els venedors de programari empresarial heretat pretenen oferir tantes d'aquestes funcions com sigui possible en una solució "única", que pot ser disponible com a mòduls.
La investigació acadèmica ha fet ús d'un sistema de classificació aproximat basat en 3 nivells de complexitat:
1. Un WMS bàsic admet la gestió d'inventari i el control d'ubicació. Les dades de rendiment que es poden produir en aquest nivell es limiten generalment al 'procés de rendiment', és a dir: quanta estoc es mou pel magatzem en un període determinat. Un WMS bàsic gairebé no es distingeix d'un sistema bàsic de gestió d'inventaris.
2. Un WMS avançat pot analitzar la capacitat i els nivells d'estoc, i potser fer un seguiment de quant de temps i mà d'obra es dediquen a diferents activitats. Això li permet generar dades que mesuren l'eficiència i suggereixen maneres de millorar-la. Fora de l'Àsia oriental, la majoria dels WMS que s'utilitzen avui entren en aquesta categoria. En aquest nivell, les funcions del WMS poden començar a superposar-se o substituir-les amb les d'un sistema de control de magatzem o d'un sistema d'execució de magatzem.
3. Un WMS controlat pot intercanviar dades amb altres sistemes, per tal de tenir en compte la informació de fora del magatzem (per exemple: necessitats de fabricació, comandes de clients, transport) a l'hora de planificar les activitats, i viceversa. Pot controlar o obtenir retroalimentació de dispositius d'automatització o IoT, en instal·lacions que en disposin. També pot simular o provar contínuament estratègies per millorar les operacions, potser mitjançant l'aprenentatge automàtic. Els WMS més complexos són gairebé indistinguibles dels WES més complexos.